# Горки (Волынская область)
Го́рки (укр. Гірки) — село в Любешовской поселковой общине Камень-Каширского района Волынской области Украины.
До 2020 года входило в Любешовский район.
Код КОАТУУ — 0723183601. Население по переписи 2001 года составляет 778 человек. Почтовый индекс — 44230. Телефонный код — 3362. Занимает площадь 0,066 км².